# Aerodramus unicolor
Aerodramus unicolor là một loài chim trong họ Apodidae.